# Premio Pablo Neruda
El Premio Pablo Neruda de Poesía Joven es un galardón literario anual otorgado por la Fundación Pablo Neruda desde 1987, con el que se distingue a un autor menor de 40 años que esté en plena producción. Consiste en un diploma, una medalla y 6000 dólares estadounidenses, que se entregan en la casa museo La Chascona, de Santiago.

## Historia
La creación del Premio Pablo Neruda fue anunciada en julio de 1987 en el marco de la conmemoración del aniversario 83 del natalicio del poeta. Al anunciarlo, la Fundación Pablo Neruda estipulaba que se concedería anualmente a un escritor chileno, menor de cuarenta años, dotado inicialmente de tres mil dólares, los que posteriormente fueron aumentado a 6000.
En un principio, el premio se daba al autor por sus obras que podían ser en poesía, prosa creativa o teatro, pero después el galardón cambió a su nombre actual ya que se otorgaría solo a poetas y, «en la práctica, nunca se concedió a autores de otros géneros».
En 2006 la Fundación Neruda publicó una antología con los galardonados, que abarcaba desde Gonzalo Millán, el primero, en 1987, hasta Germán Carrasco, que lo obtuvo en 2005.

## Lista de galardonados
| Año  | Escritor                 | Fotografía |
| ---- | ------------------------ | ---------- |
| 1987 | Gonzalo Millán           |            |
| 1988 | Raúl Zurita              |            |
| 1989 | Diego Maquieira          |            |
| 1990 | Clemente Riedemann       |            |
| 1991 | Carlos Alberto Trujillo  |            |
| 1992 | Teresa Calderón          |            |
| 1993 | Erick Pohlhammer         |            |
| 1994 | Alicia Salinas           |            |
| 1995 | Tomás Harris             |            |
| 1996 | José María Memet         |            |
| 1997 | Isabel Gómez Muñoz       |            |
| 1999 | Bernardo Chandía         |            |
| 2000 | Rosabetty Muñoz          |            |
| 2001 | Andrés Morales           |            |
| 2002 | Armando Roa Vial         |            |
| 2003 | Jaime Luis Huenún        |            |
| 2004 | Víctor Hugo Díaz         |            |
| 2005 | Germán Carrasco          |            |
| 2006 | Malú Urriola             |            |
| 2007 | Javier Bello             |            |
| 2008 | Rafael Rubio             |            |
| 2009 | Héctor Hernández         |            |
| 2010 | Christian Formoso        |            |
| 2011 | Julio Espinosa Guerra    |            |
| 2012 | Leonardo Sanhueza        |            |
| 2013 | Juan Cristóbal Romero    |            |
| 2014 | Andrés Anwandter         |            |
| 2015 | Paula Ilabaca            |            |
| 2016 | Gloria Dünkler           |            |
| 2017 | Marcelo Guajardo Thomas  |            |
| 2018 | Ernesto González Barnert |            |
| 2019 | Gladys González          |            |